# Andrzej Pitrus
Andrzej Pitrus (ur. 8 listopada 1968, zm. 7 lipca 2025 w Torrevieji) – polski filmoznawca, profesor nauk humanistycznych.

## Życiorys
Pracownik naukowy w Instytucie Sztuk Audiowizualnych na Wydziale Zarządzania i Komunikacji Społecznej Uniwersytetu Jagiellońskiego.
Prowadził badania z zakresu filmoznawstwa oraz mediów elektronicznych (medioznawstwa) oraz teorii reklamy. W 1997 roku otrzymał stypendium Fundacji na Rzecz Nauki Polskiej. Za książkę (rozprawa habilitacyjna) Znaki na sprzedaż. W stronę integracyjnej teorii reklamy otrzymał w 2002 roku Nagrodę Premiera RP.
Interesował się filmem współczesnym i klasycznym kinem gatunków, a także awangardą w kinie i sztuce nowych mediów. Pracował nad książką poświęconą niezależnemu filmowi amerykańskiemu. Interesował się też sztuką XX wieku oraz muzyką – przede wszystkim współczesną. Jego pasją były podróże.

## Wybrane publikacje
Publikacje na temat reklamy:
- Kicz czy antykicz? Reklama w poszukiwaniu widza, [w:] red. Grażyna Stachówna, Niedyskretny urok kiczu, 1997
- Krytyczne studia nad reklamą. Główne kierunki, Easy Rider 1997
- (red. z Andrzejem Stanisławem Barczakiem), Ze świata reklamy, zeszyt I, Kraków 1999, Wyd. UJ, s. 124, ISBN 83-233-1237-0.
- Zrozumieć reklamę, Kraków 1999 (II wyd. 2001), Wyd. Rabid, ISBN 83-88668-00-5.
- Znaki na sprzedaż. W stronę integracyjnej teorii reklamy, Kraków 2000 (II wyd. 2005), Wyd. Rabid, ISBN 83-60236-01-1.

Książki filmo- i medioznawcze
- Gore, seks, ciało, psychoanaliza. Pułapka interpretacyjna, 1992
- Kino kultu, Kraków 1998
- 100 filmów grozy, 1999
- 100 filmów science fiction (2000, z Krzysztofem Loską)
- David Cronenberg: Rozpad ciała, rozpad gatunku (Kraków 2003, z Krzysztof Loską)
- Nam niebo pozwoli. O filmowej i telewizyjnej twórczości Todda Haynesa (2004)
- Dotykając lustra. Melodramaty Douglasa Sirka (Kraków 2006)
- Podstawy wiedzy o filmie (współautorka Alicja Helman)

Redaktor prac zbiorowych:
- Autorzy kina europejskiego II
- Autorzy kina europejskiego III
- Autorzy kina europejskiego IV
- Borderlines: Studies In Literature And Film
- Gesty-osoby-teksty: Kino Hala Hartleya
- Olbrzym w cieniu. Gry wideo w kulturze audiowizualnej
- Tak pięknie jest śnić